# Drapetes
Drapetes es un género botánico con diez especies de plantas  pertenecientes a la familia Thymelaeaceae.

## Especies seleccionadas
- Drapetes dieffenbachii
- Drapetes ericoides
- Drapetes laxus